# Acalolepta aureofusca
Acalolepta aureofusca là một loài bọ cánh cứng trong họ Cerambycidae.